# مرفأ الأمان (رواية)
مرفأ الأمان هي إحدى روايات الروائية الأمريكية دانيال ستيل (بالإنجليزية Safe Harbour) ووهي من الروايات.

## نبذة قصيرة
تدور أحداث الرواية عن فتاة صغيرة في الحادية عشرة من عمرها تلتقي برسام على الشاطيء وترتبط معه بصداقة لافتقادها لأبيها الذي مات في حادث ولأمها التي استغرقها الحزن على فقدان زوجها وابنها في ذلك الحادث. تعارض الأم تلك الصداقة بشدة في البداية الا أن الابنة تقنعها بالتعرف على ذلك الرسام الذي كان يرى في الابنة تعويضا عن ابناءه الذين سافرت بهم امهم إلى قارة أخرى بعيدا عنه بعد طلاقهما.